# Communauté de communes des Vallons d’Anizy
Die Communauté de communes des Vallons d’Anizy war ein französischer Gemeindeverband mit der Rechtsform einer Communauté de communes im Département Aisne in der Region Hauts-de-France. Er wurde am 3. Dezember 1997 gegründet und umfasste 16 Gemeinden. Der Verwaltungssitz befand sich im Ort Pinon.

## Historische Entwicklung
Am 1. Januar 2017 wurde der Gemeindeverband mit der Communauté de communes du Val de l’Ailette ohne die Gemeinden Bichancourt, Manicamp und Quierzy zur neuen Communauté de communes Picardie des Châteaux zusammengeschlossen.

## Ehemalige Mitgliedsgemeinden
1. Anizy-le-Château
2. Bassoles-Aulers
3. Bourguignon-sous-Montbavin
4. Brancourt-en-Laonnois
5. Chaillevois
6. Faucoucourt
7. Lizy
8. Merlieux-et-Fouquerolles
9. Montbavin
10. Pinon
11. Prémontré
12. Royaucourt-et-Chailvet
13. Suzy
14. Urcel
15. Vauxaillon
16. Wissignicourt

## Quelle
1. ↑  Préfecture de l'Aisne: Arrêté no. 2016-1081 en date du 15 décembre 2016 portant fusion de la communauté de communes des Vallons d’Anizy et de la communauté de communes du Val de l’Ailette avec retrait des communes de Bichancourt, Manicamp et Quierzy - Recueil des actes administratifs de la préfecture de l'Aisne du mois de décembre 2016 - Partie 2. (Pdf) 22. Dezember 2016, abgerufen am 10. November 2017 (französisch).